# 莫利鎮區 (密蘇里州斯科特縣)
莫利鎮區（英語：Morley Township）是位於美國密蘇里州斯科特縣的一個行政鎮區。

## 地方資料
莫利鎮區的面積為95.86平方千米，當中陸地面積為95.73平方千米，而水域面積為0.13平方千米。根據2020年美國人口普查的數據，當地共有人口1488人，而人口密度為每平方千米15.52人。